# Дефорж, Анна
Анна Луиза Дефорж (англ. Anna Louise DeForge; род. 14 апреля 1976 года в Айрон-Маунтин, Мичиган) — американо-черногорская профессиональная баскетболистка, выступавшая в женской национальной баскетбольной ассоциации. На драфте ВНБА 1998 года не была выбрана ни одной из команд, поэтому заключила договор с клубом американской баскетбольной лиги «Сан-Хосе Лейзерс». Играла на позиции атакующего защитника.

## Ранние годы
Анна Дефорж родилась 14 апреля 1976 года в городке Айрон-Маунтин (штат Мичиган), училась она в соседнем городе Ниагара (штат Висконсин) в одноимённой средней школе, в которой выступала за местную баскетбольную команду.